# Giang Xuyên
Giang Xuyên (tiếng Trung: 江川区), Hán Việt: Giang Xuyên khu là một quận thuộc địa cấp thị Ngọc Khê, tỉnh Vân Nam, Cộng hòa Nhân dân Trung Hoa. Tọa độ: 102°34′-102°55′ kinh đông, 24°12′-24°32′ vĩ bắc. Quận này có diện tích 850 km², dân số năm 2003 là 260.000 người. Chính quyền quận đóng tại đường Quá Nhai Lầu, trấn Đại Nhai.

## Các đơn vị hành chính

### Trấn
- Đại Nhai (大街)
- Giang Thành (江城)
- Long Nhai (龙街)
- Tiền Vệ (前卫)
- Cửu Khê (九溪)
- Phục Gia Doanh (伏家营)
- Lộ Cư (路居)

### Hương
- Thúy Phong (翠峰)
- An Hóa Di tộc (安化彝族)
- Hậu Vệ (后卫)
- Đại Trang (大庄)
- Hùng Quan (雄关)